# Hrabstwo Wilkes (Karolina Północna)
Hrabstwo Wilkes (ang. Wilkes County) – hrabstwo w stanie Karolina Północna w Stanach Zjednoczonych.

## Geografia
Według spisu z 2000 roku obszar całkowity hrabstwa obejmuje powierzchnię 760 mil2 (1968,39 km²), z czego 757 mil2 (1960,62 km²) stanowią lądy, a 3 mile2 (7,77 km²) stanowią wody. Według szacunków United States Census Bureau w roku 2012 miało 69 306 mieszkańców. Jego siedzibą administracyjną jest Wilkesboro.

### Miasta
- Elkin
- North Wilkesboro
- Ronda
- Wilkesboro

### CDP
- Cricket
- Fairplains
- Hays
- Millers Creek
- Moravian Falls
- Mulberry
- Pleasant Hill